# Storena dispar
Storena dispar är en spindelart som beskrevs av Kulczynski 1911. Storena dispar ingår i släktet Storena och familjen Zodariidae. Inga underarter finns listade i Catalogue of Life.